# Berkesz
Berkesz is een plaats (község) en gemeente in het Hongaarse comitaat Szabolcs-Szatmár-Bereg. Berkesz telt 955 inwoners (2001).

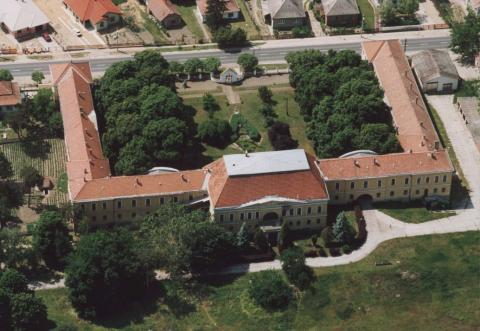
Kasteel van Berkesz
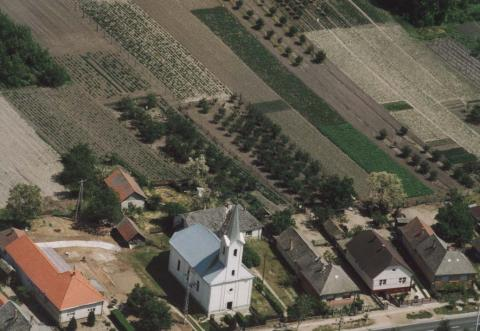
Berkesz